# Hajas Imre
Hajas Imre (Miskolc, 1942. április 6. – ?, 2002. május 19.) labdarúgó, középpályás, edző.

## Pályafutása
1962-ben a Miskolci ITSK-ból igazolta le a Borsodi Bányász. 1964-től 1965-ig a  a Miskolci Honvédban szerepelt. 1966 és 1977 között a Diósgyőri VTK labdarúgója volt. 1966. március 13-án mutatkozott be az élvonalban a Győri Vasas ETO ellen, ahol csapata 1–0-s vereséget szenvedett. Az élvonalban 269 bajnoki mérkőzésen szerepelt és 11 gólt szerzett. Tagja volt az 1977-ben Magyar Népköztársasági Kupa-győztes csapatnak. Az 1970-es években a DVTK csapatkapitánya volt.
1984-ben a DVTK vezetőedzője volt.

## Sikerei, díjai
- Magyar Népköztársasági Kupa (MNK)
  - győztes: 1977